# Cuatro (Flotsam and Jetsam)
Cuatro è il quarto album in studio del gruppo musicale statunitense Flotsam and Jetsam, pubblicato nel 1992 dalla MCA Records.

## Tracce
1. Natural Enemies – 3:35
2. Swatting At Flies – 4:03
3. The Message – 4:32
4. Cradle Me Now – 4:04
5. Wading Through The Darkness – 6:06
6. Double Zero – 3:43
7. Never To Reveal – 4:16
8. Forget About Heaven – 4:47
9. Secret Square – 5:21
10. Hypodermic Midnight Snack – 3:46
11. Are You Willing – 4:00
12. (Ain't Nothing Gonna) Save This World – 3:45

## Formazione
- Eric A. Knutson – voce, cori
- Edward Carlson – chitarra, cori
- Michael Gilbert – chitarra, cori
- Jason B. Ward – basso, cori
- Kelly David-Smith – batteria, cori